# NGC 1056
NGC 1056 je galaksija u zviježđu Ovan.

## Vanjske poveznice
- SEDS: NGC 1056